# Chattahoochee Glacier
Chattahoochee Glacier är en glaciär i Antarktis. Den ligger i Östantarktis. Nya Zeeland gör anspråk på området. Chattahoochee Glacier ligger 1 572 meter över havet.
Terrängen runt Chattahoochee Glacier är varierad. Trakten är obefolkad. Det finns inga samhällen i närheten. 